# Visino
Visino (Visin in dialetto comasco, AFI: [viˈzĩː]) è una frazione del comune italiano di Valbrona posta a sudovest del centro abitato, verso Asso. Fu comune autonomo fino al 1927.
Nella chiesa di S. Michele del IV secolo si possono ammirare preziosi affreschi o dipinti del Bergognone, dell'Appiani, del Morazzone e del Crespi.

## Storia
Visino fu un antico comune del Milanese.
Registrato agli atti del 1751 come un villaggio di 325 abitanti saliti a 335 nel 1771, nel 1786 entrò per un quinquennio a far parte della Provincia di Como, per poi cambiare continuamente i riferimenti amministrativi nel 1791, nel 1797 e nel 1798.
Portato definitivamente sotto Como nel 1801, alla proclamazione del regno d'Italia napoleonico nel 1805 risultava avere 404 abitanti. Nel 1809 il municipio fu soppresso su risultanza di un regio decreto di Napoleone che lo annesse ad Asso, ma il Comune di Visino fu restaurato nel 1816 dagli austriaci dopo il loro ritorno. Nel 1853 il paese risultò essere popolato da 536 anime, salite a 565 nel 1871. Nel 1921 si registrarono invece 617 residenti. Fu il regime fascista a decidere nel 1927 di sopprimere definitivamente il comune unendolo a Valbrona.